# Georg von Metzsch-Reichenbach

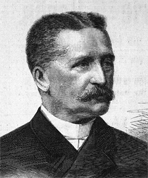
Georg von Metzsch-Reichenbach

Karl Georg Levin von Metzsch, seit 1899 von Metzsch-Reichenbach, seit 1916 Graf von Metzsch-Reichenbach (* 14. Juli 1836 in Friesen, Vogtland; † 7. September 1927 in Dresden; vollständiger Name: Karl Georg Levin von Metzsch-Reichenbach) war ein deutscher Politiker. Er war von 1891 bis 1906 sächsischer Innen- und Außenminister sowie von 1901 bis 1906 Vorsitzender des Gesamtministeriums (Regierungschef) des Königreichs Sachsen.

## Leben

Porträt, von Karl Mediz, 1895

Metzsch stammte aus einem alten vogtländisch-thüringischen Adelsgeschlecht. Sein Vater Karl von Metzsch (1804–1880) war Kammerherr und Oberhofmundschenk am königlichen Hof in Dresden, sein Bruder Gustav von Metzsch sächsischer Oberzeremonienmeister und Mitglied der I. Kammer des Sächsischen Landtags.
Nach dem Besuch der Schuleinrichtung St. Afra zu Meißen und einem Jurastudium, das er in Leipzig absolvierte, trat er Ende der 1860er Jahre beim Amtsgericht Dresden in den sächsischen Staatsdienst ein. Von 1875 bis 1880 war Metzsch Amtshauptmann in der Amtshauptmannschaft Oschatz, von 1880 bis 1887 bekleidete er dieses Amt in Dresden-Neustadt. Im Jahre 1888 wurde er Vortragender Rat im sächsischen Innenministerium. Die beiden Brüder Georg und Gustav erhielten am 29. Dezember 1899 in Dresden die königliche Genehmigung zur Führung des Namens von Metzsch-Reichenbach und Aufnahme des Wappens der Stadt Reichenbach in das Geschlechtswappen.
Im Januar 1891 wurde Metzsch-Reichenbach Innenminister, im März desselben Jahres auch Außenminister des Königreichs Sachsen (jeweils als Nachfolger von Hermann von Nostitz-Wallwitz). Am 15. Juni 1901 löste er Rudolf Schurig als Vorsitzenden des Gesamtministeriums ab und trat damit an die Spitze der sächsischen Regierung. Metzsch-Reichenbach beeinflusste in den Jahren 1891 bis 1906 entscheidend die Politik in Sachsen. Das von ihm und dem führenden konservativen Politiker Paul Mehnert 1896 gegen das weitere Erstarken der SPD eingeführte Dreiklassenwahlrecht hatte 1905/06 heftige Wahlrechtskämpfe in Sachsen zur Folge.
Die Auseinandersetzungen, bei denen es auch zu Ausschreitungen der Polizei kam, führten Ende April 1906 schließlich zum Rücktritt von Metzsch-Reichenbach. Neuer Innen- und Außenminister wurde Wilhelm von Hohenthal, neuer Vorsitzender Konrad Wilhelm von Rüger. Als vom König Friedrich August III. ernannter Rittergutsbesitzer gehörte er ab 1907 bis zu deren Auflösung 1918 der I. Kammer des Sächsischen Landtags an. Er wurde zudem 1906 zum Minister des Königlichen Hauses ernannt und übte dieses Amt bis zum Ende der Monarchie 1918 aus.

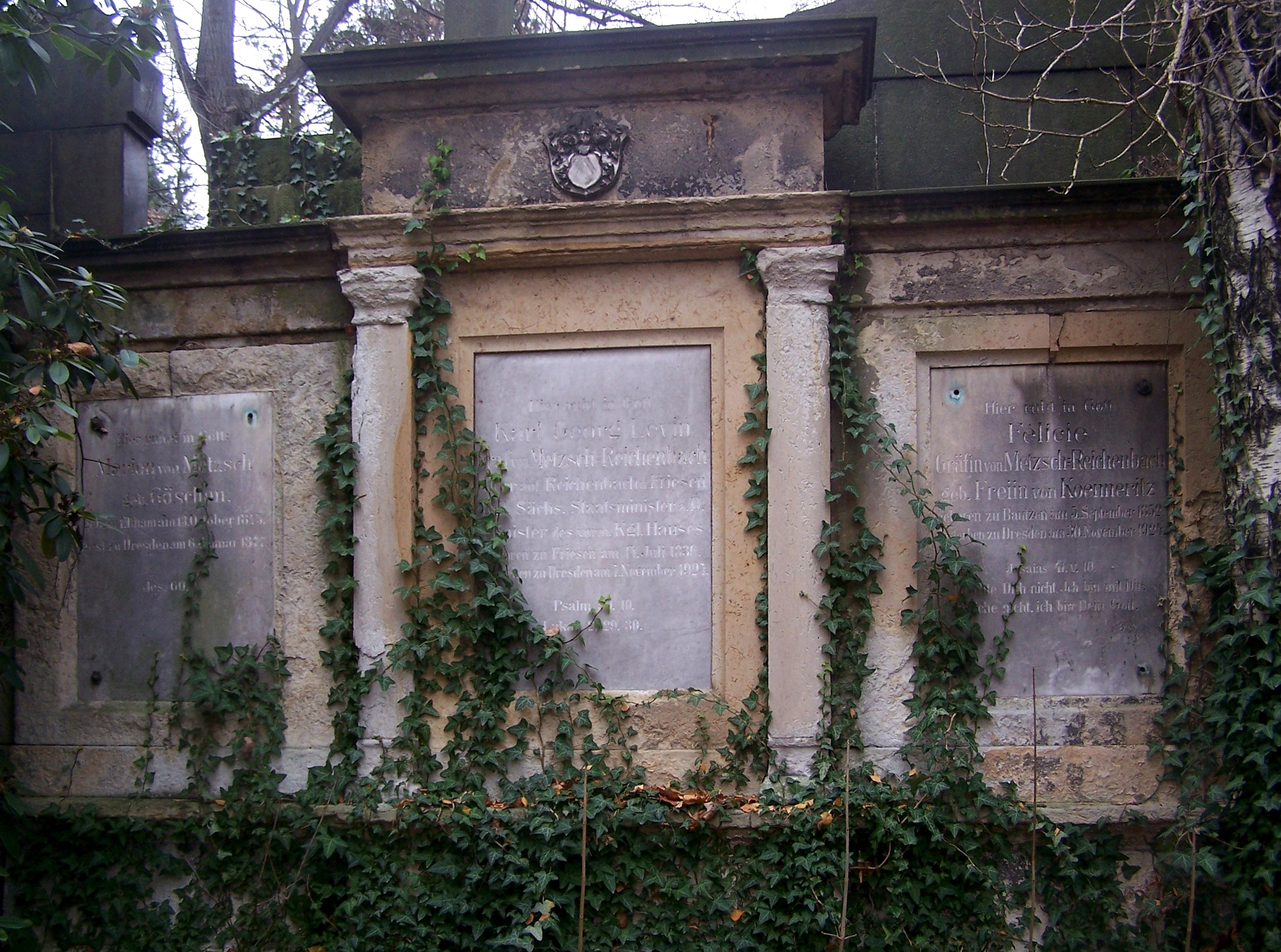
Familiengrab von Metzsch-Reichenbach auf dem St.-Pauli-Friedhof in Dresden

Metzsch heiratete 1869 in erster Ehe Marion Göschen (1845–1877), eine Schwester der britischen Politiker George Joachim Goschen, 1. Viscount Goschen und Edward Goschen aus der Oberlößnitzer Kaufmanns- und Bankiersfamilie Göschen (siehe Villa Göschen). Metzsch-Reichenbachs zweite Ehefrau war ab 1889 Félicie geb. Freiin von Koenneritz (1852–1924, Tochter des Wirklichen Geheimen Rats Eduard von Könneritz), die wie ihr Ehemann und dessen erste Frau im gemeinsamen Familiengrab auf dem Dresdner St.-Pauli-Friedhof beerdigt ist. Georg von Metzsch-Reichenbachs Familie starb in der nächsten Generation aus. Letzte Vertreter waren Hans Graf von Metzsch-Reichenbach (* 1891; † 1964) und seine Ehefrau Ivi (Irmgard), geborene Freiin von Stralenheim, Tochter des sächsischen Generalleutnants Adolf Freiherr von Stralenheim. Das Ehepaar lebte ohne Nachfahren zuletzt größtenteils in Berlin. Graf Hans Metzsch-Reichenbach war Erbe von Reichenbach und Friesen.

## Ehrungen und Mitgliedschaften
Metzsch-Reichenbach wurde 1905 zum Ehrenbürger der Stadt Dresden ernannt. Am 1. Februar 1916 erhielt er mit seiner Ehefrau Félicie die Erhebung in den erblichen Grafenstand. Ebenso wurde er 1905 Ehren-Kommendator des Johanniterordens und gehörte damit zur Führungsebene dieser Kongregation. Seit 1856 war Graf Metzsch-Reichenbach Angehöriger des Corps Misnia Leipzig.